# Unsere Liebe Frau (Meiningen)

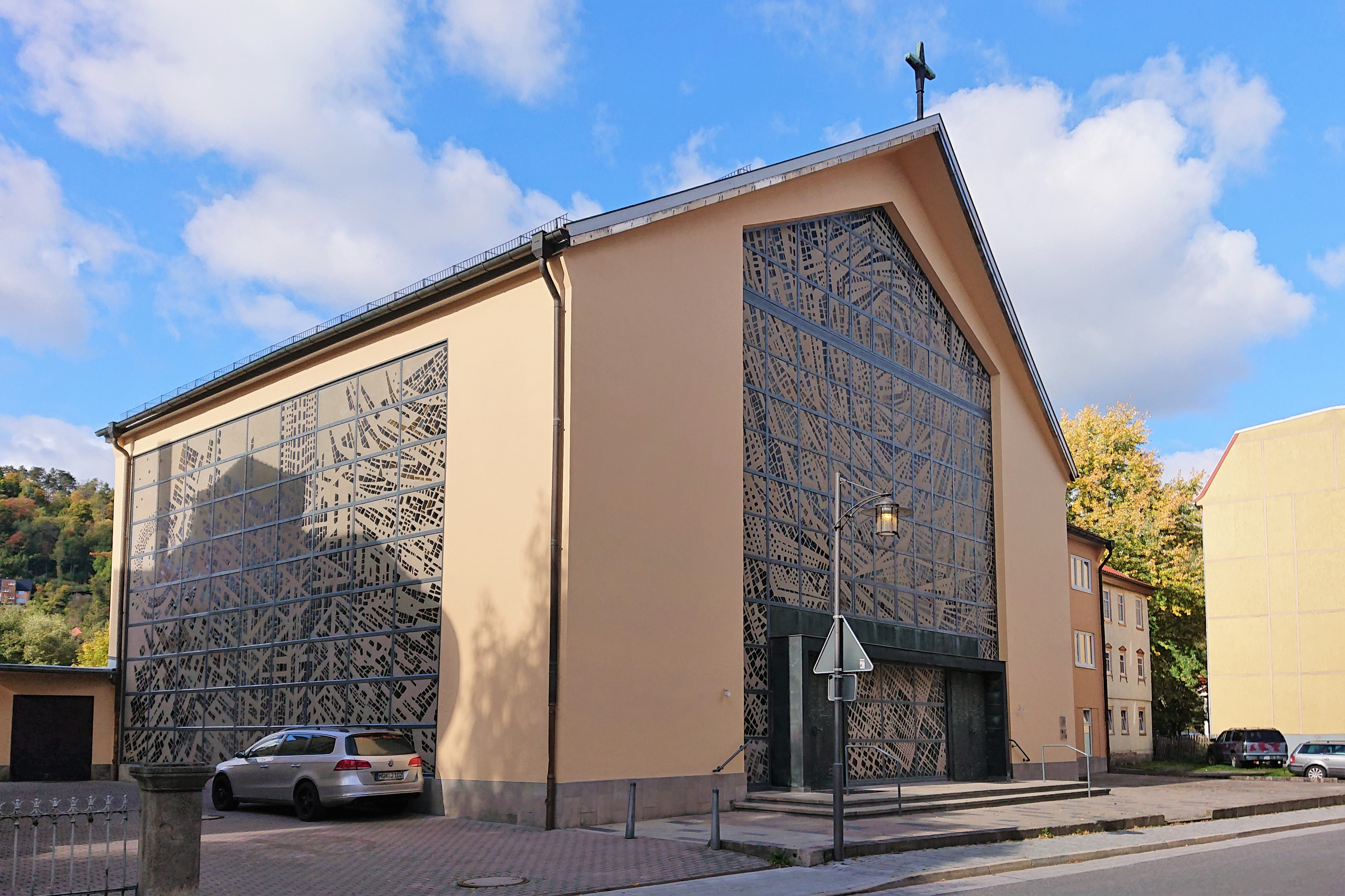
Katholische Pfarrkirche „Unsere Liebe Frau“

Die römisch-katholische Pfarrkirche Unsere Liebe Frau steht in Meiningen im thüringischen Landkreis Schmalkalden-Meiningen. Sie ist die Pfarrkirche der Pfarrei St. Marien Meiningen im Dekanat Meiningen des Bistums Erfurt. Sie trägt das Patrozinium Unsere Liebe Frau.
Sie ist der Nachfolgebau der Kirche Unbefleckte Empfängnis Mariens und war bis 1994 Pfarrkirche im Bistum Würzburg. Das Bauwerk steht inklusive der Kirchenfenster unter Denkmalschutz.

## Lage
Die Kirche befindet sich in der Mauergasse an der südwestlichen Grenze der historischen Altstadt direkt am Mühlgraben, einem Nebenarm der Werra.

## Geschichte
982 wurde mit der Pfarrkirche St. Martin erstmals eine Kirche in Meiningen urkundlich erwähnt. Sie wurde im 11. Jahrhundert von der Stadtkirche als Pfarrkirche abgelöst. Meiningen gehörte von 1007 bis 1994 zum Bistum Würzburg sowie von 1007 bis 1542 zum Hochstift Würzburg und kam anschließend zur Grafschaft Henneberg. Diese führte 1544 die Reformation ein und Meiningen wurde protestantisch. Ein kleiner Teil der Bevölkerung blieb katholisch und lebte fortan in der Diaspora.

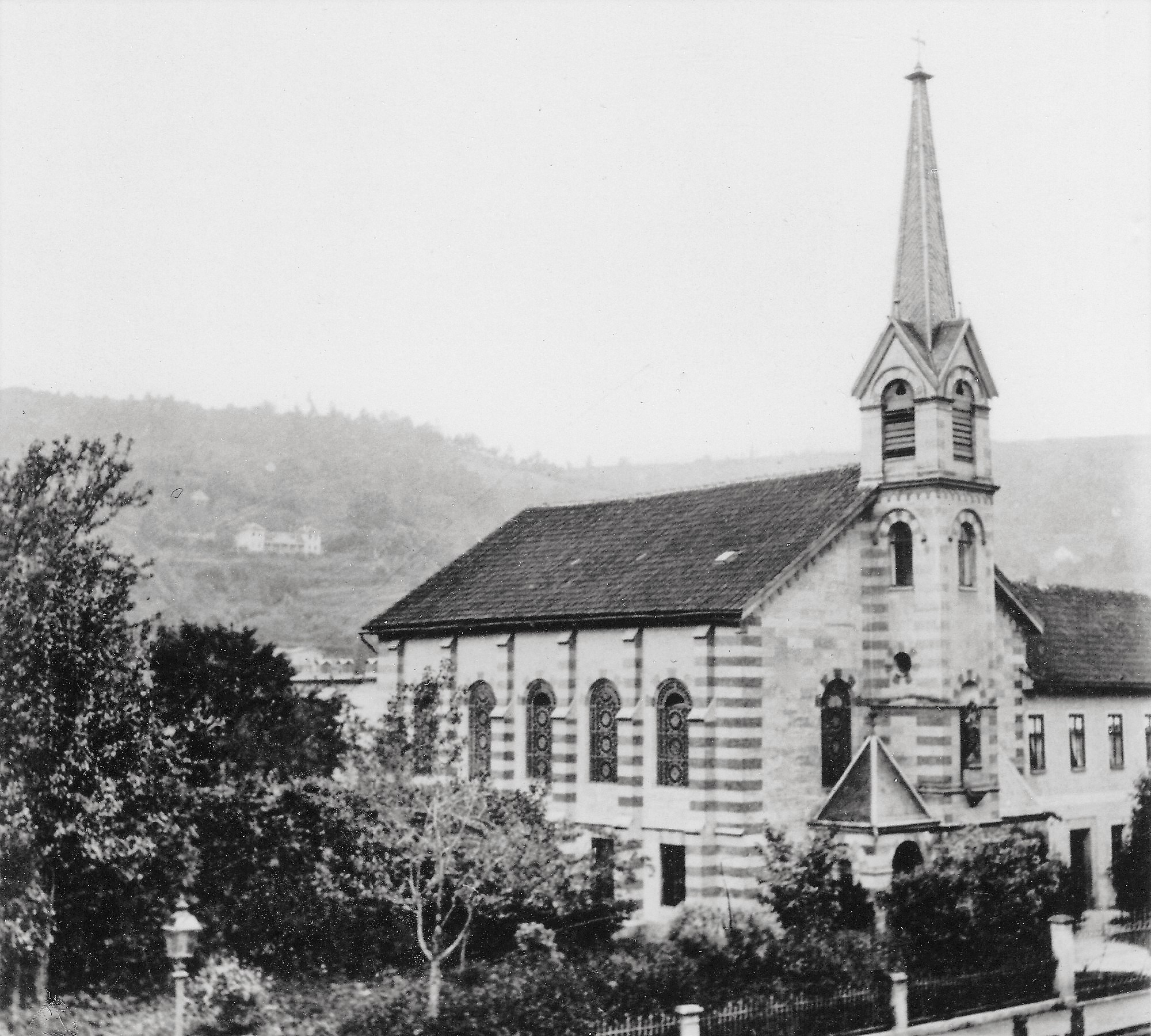
Vorgängerbau Unbefleckte Empfängnis Mariens

1802 wurden erste regelmäßige katholische Gottesdienste in einem Privathaus und ab 1804 in der Kirche des ehemaligen Franziskanerklosters durchgeführt. Mit der rechtlichen Anerkennung durch Herzog Georg II. von Sachsen-Meiningen gründete sich 1867 die katholische Kirchengemeinde Meiningen, die ab 1880 in der Mauergasse eine neue Kirche erbauen ließ. 1881 weihte der Würzburger Bischof Franz Joseph von Stein die Kirche „Unbefleckte Empfängnis Mariens“. Im Juli 1894 erfolgte durch einen Staatskirchenvertrag die Wiedergründung der katholischen Pfarrei Meiningen im Bistum Würzburg.
Durch die wachsende Mitgliederzahl wurde die Kirche zu klein und man erwog bereits 1950 einen Neubau. Zunächst sollte die Reithalle (heute Theatermuseum Meiningen) zur Kirche umgebaut werden, dann plante man einen Neubau in der Carlsallee. Die DDR-Behörden verboten beide Projekte und genehmigten lediglich einen Umbau der vorhandenen Kirche ohne Unterstützung von staatlichen Baubetrieben. Dennoch erfolgte 1967 der Abriss und mit finanzieller und materieller Hilfe der Diözese Würzburg wurde bis 1972 an gleicher Stelle eine neue Kirche zumeist in Eigenleistung unter der Leitung des Architekten Armin Trautmann gebaut. Dabei wandelte man den Umbau geschickt in einen Neubau um und stellte somit die Behörden vor vollendete Tatsachen. Auf einen Turm musste dadurch verzichtet werden. Das Baumaterial bezog man überwiegend über Genex, ermöglicht durch die Zugehörigkeit der Kirchengemeinde zum Bistum Würzburg. Während der relativ langen Bauzeit wurden die Baupläne immer wieder durch neue Vorschläge geändert, so dass am Ende ein Gemeinschaftswerk von Architekt, Künstler, Pfarrer und Gemeinde entstand.
Der turmlose moderne Sakralbau entstand bis 1972 mit Hilfe des Bistums Würzburg während der DDR-Zeit trotz Widerstand der örtlichen Behörden. Am 13. Mai 1972 weihte Bischof Hugo Aufderbeck aus Erfurt die Kirche auf den Namen „Unsere Liebe Frau“. Heute ist sie Sitz einer Pfarrei und eines Dekanats. Bis 1994 als Pfarrkirche zum Bistum Würzburg gehörend, ist sie seitdem im neugebildeten Bistum Erfurt integriert. Mit Stand 2021 hatte die Pfarrgemeinde St. Marien Meiningen 5200 Mitglieder, davon rund 1500 in der Kirchengemeinde Meiningen.

## Architektur
Die Katholische Kirche „Unsere Liebe Frau“ ist ein seltenes Beispiel für einen Kirchenneubau in der DDR. Sie hat einen fast quadratischen Grundriss mit einer stumpfwinkligen Altarrückwand. Der Kirchenraum ist eine weite lichte Halle mit einer säulenlosen Spannweite von 20 Meter. Drei Seiten des Gebäudes werden von großen künstlerisch gestalteten Fenstern und Buntglaswänden bestimmt, die kirchliche Themen beinhalten – Ostseite (Eingang/Straße): Schöpfung – Südseite: Erlösung – Westseite/Altarwand: Vollendung. Im Erlösungsfenster ist auf den Titel der Kirche beziehend auch das Thema „Maria im Erlösungswerk ihres Sohnes“ dargestellt. Die Fenster wurden gestaltet von Christof Grüger.
Die Altarwand, der breite Altarsockel und der Eingangsbereich als Doppeltüranlage aus Kupferblech fertigte Werner Nickel aus Nienburg (Saale). Der Altarblock aus Löbauer Granit wurde an Ort und Stelle vom Künstler Werner Schubert aus Friedrichroda behauen und wiegt rund acht Tonnen. Die Kirche bietet Platz für 300 Personen. In einem Anbau nördlich des Kirchenraumes befinden sich die Werktagskapelle und die Sakristei. Südlich neben der Kirche steht das 1912 im Jugendstil errichtete Pfarrhaus.

Schöpfung – Erlösung – Vollendung
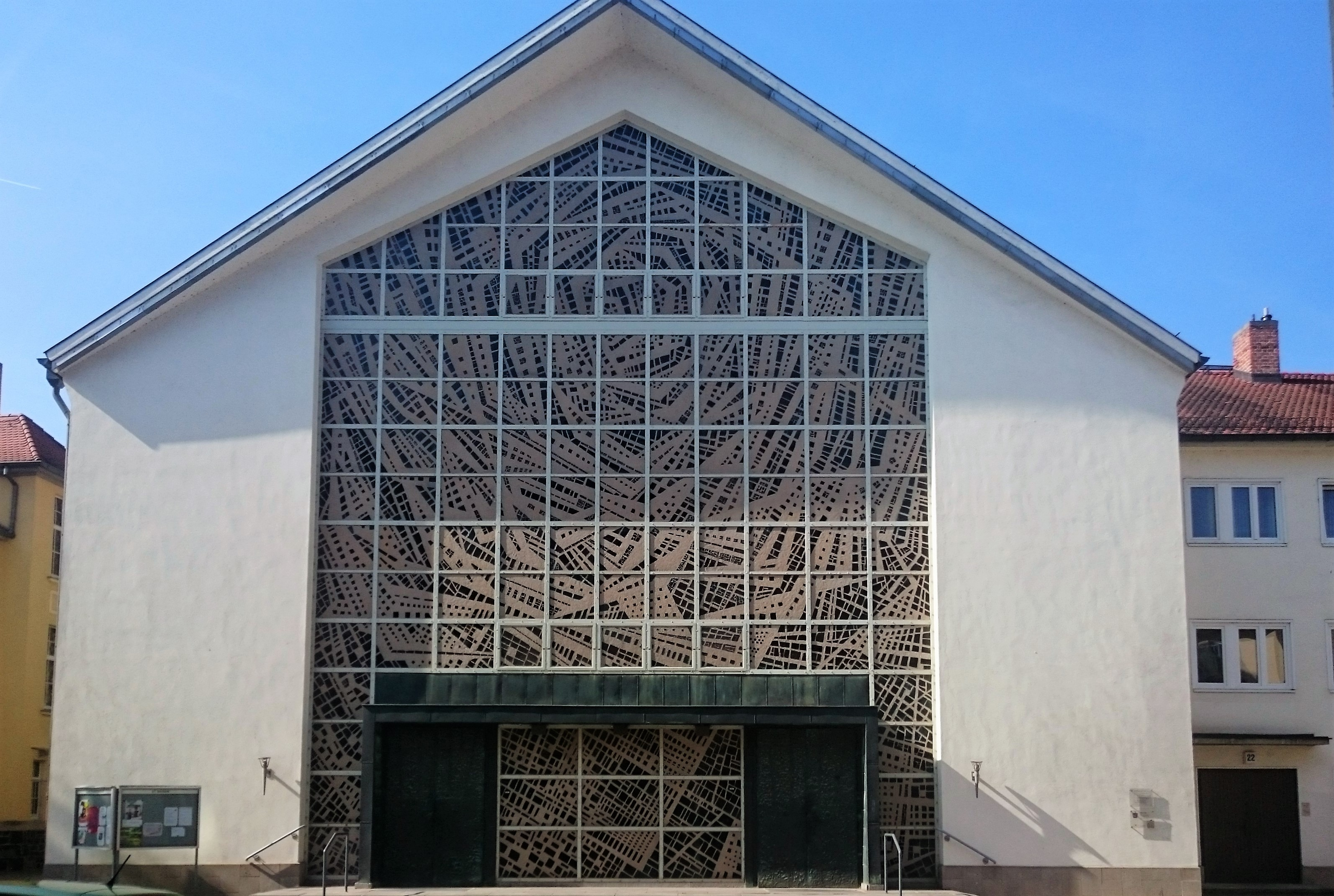
Ostfassade „Schöpfung“ mit Haupteingang
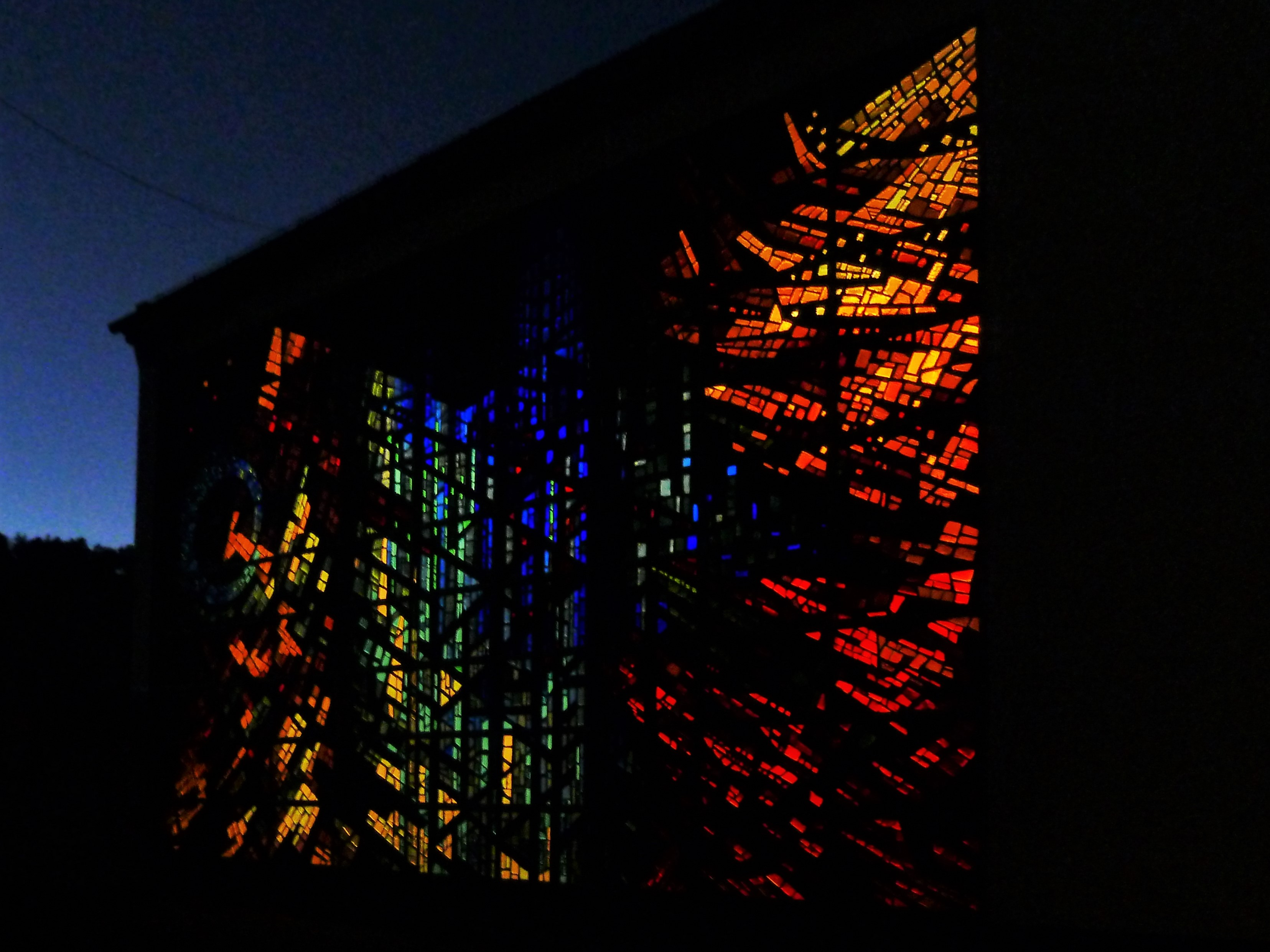
Südfassade „Erlösung“ bei Nacht
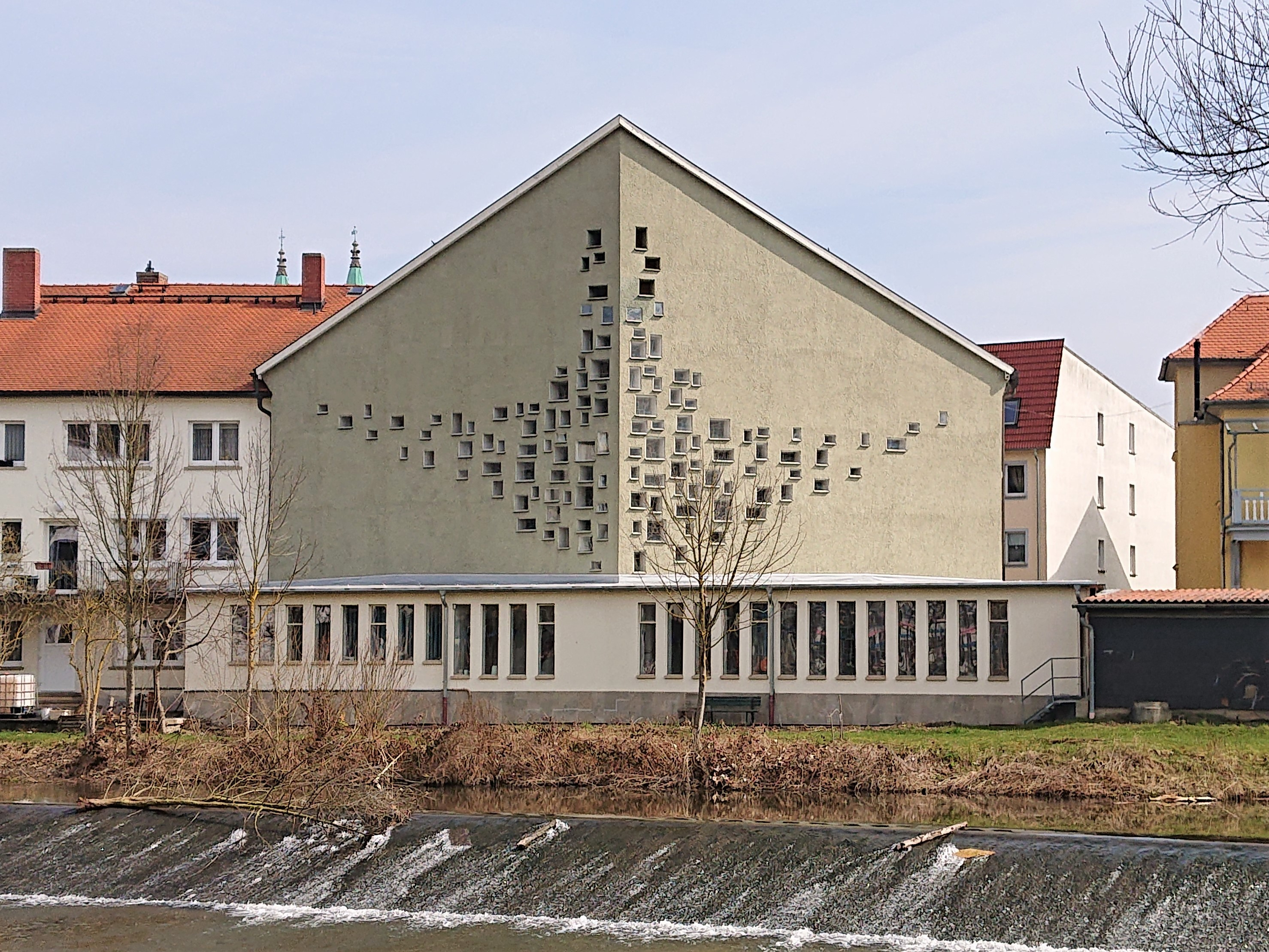
Westfassade (Altarwand) mit „Vollendung“

## Orgel

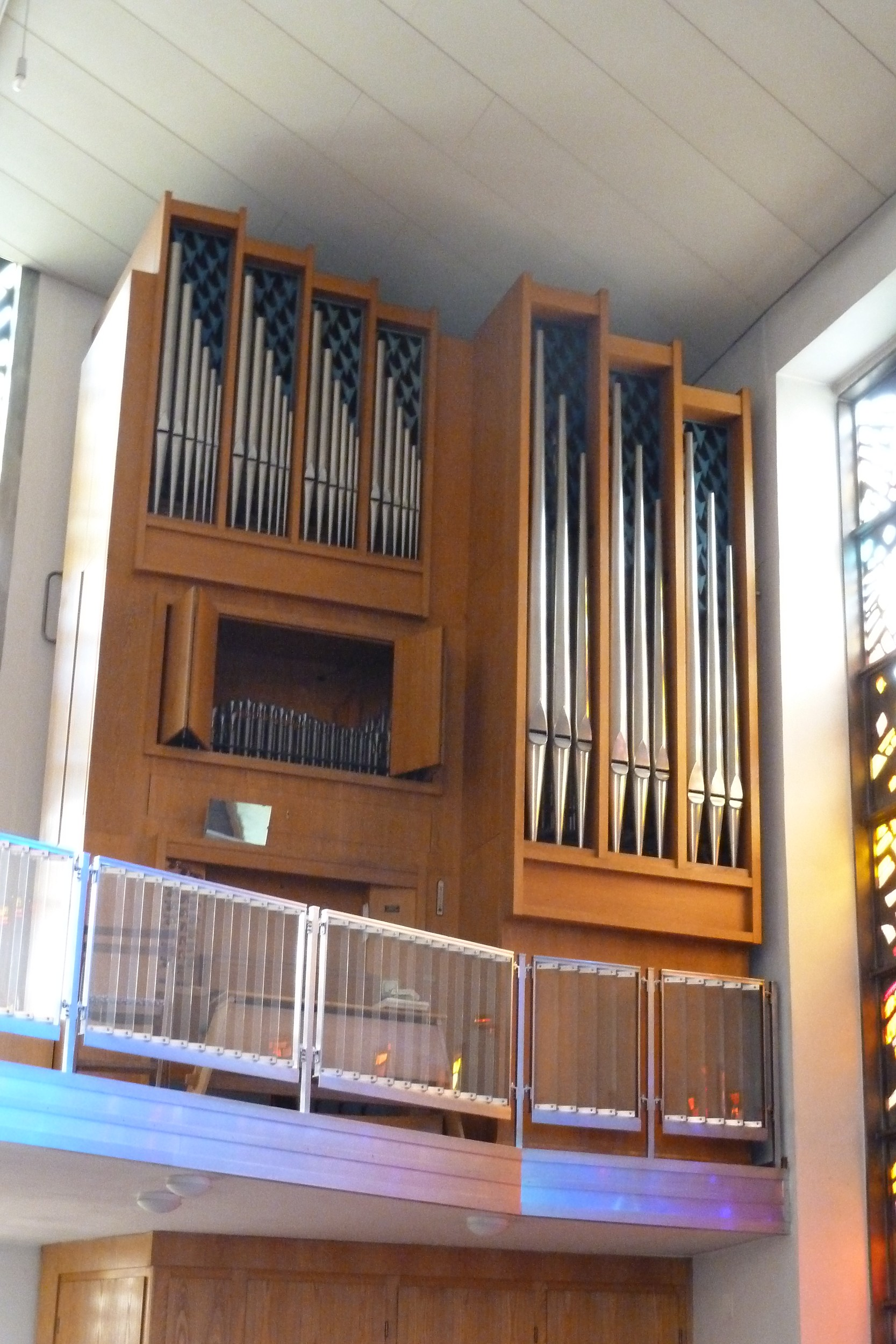
Jehmlich-Orgel

Die Orgel ist ein Werk der Firma Jehmlich Orgelbau Dresden aus dem Jahr 1975 mit mechanischer Traktur. Sie hat einen Umfang von 1150 Pfeifen in 21 Registern auf zwei Manualen (Hauptwerk	6, Brustwerk 8) und Pedal (7).